# Johan Niklas Weller
Johan Niklas Weller, född 1723 i Valls socken, död 1785 i Visby, var en militär och målare verksam på Gotland.
Johan Niklas Weller var son till kyrkoherden i Vall Botulf Weller. Han tog värvning vid Visby artilleribataljon och kom att avancera till sergeant. Vid sidan av sin militära verksamhet var han även verksam som målare. Hans första kända arbete är målningen på ridfogden Niels Hansøns epitafium i Visby domkyrka från 1766. Med tiden kom han att bli en av de flitigaste kyrkomålarna på ön. Han har målat om altartavlan i Martebo och Tingstäde kyrkor, målat läktarbröstningen i Stenkyrka, Othem och Tingstäde, i Martebo målade han förutom altaruppsatsen senare även altarskranket, en skriftestol, en korbänk och långhusets bänkinredning. I Hejde och Väte kyrkor utförde han figurer av Maria och Johannes, i Hedje utförde han även målerier på läktarbröstningen. Andra arbeten av Weller är måleriet på bänkinredningarna i Buttle och Vänge. Weller har troligen även utfört de äldre väggmålningarna i Donnerska huset, Klintehamn. Hans sista daterade arbete utfördes 1784, året före hans död.